# Reyes del Cobre

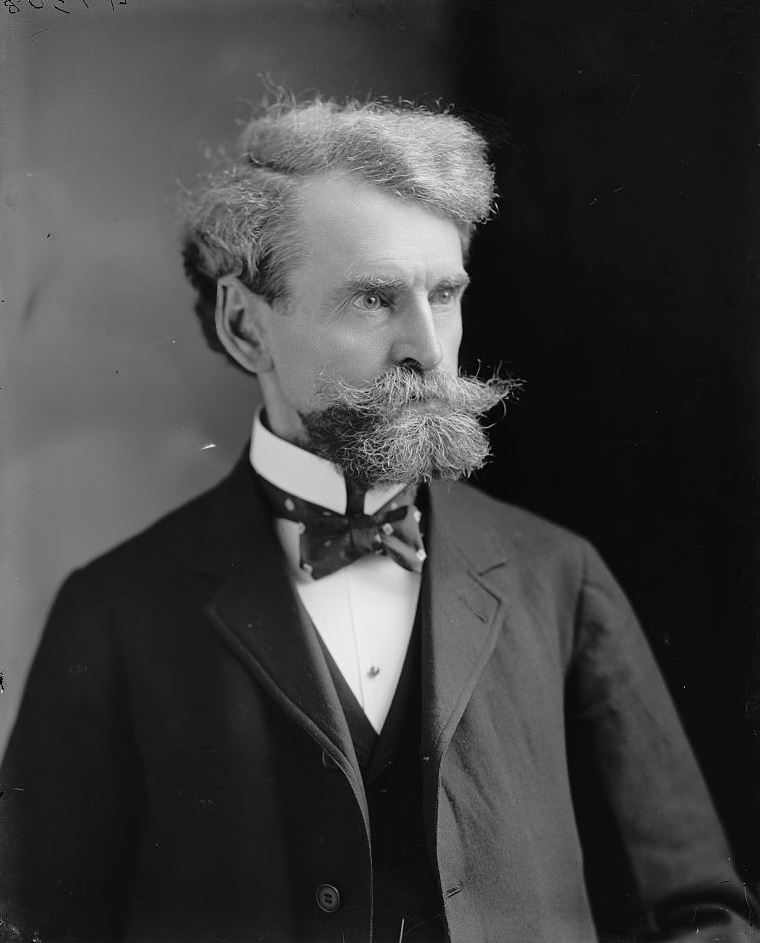
William A. Clark

Los Reyes del Cobre (originalmente en inglés, Copper Kings) fueron tres industriales (William A. Clark, Marcus Daly y F. Augustus Heinze), conocidos por las épicas batallas que libraron en Butte, Montana y la región circundante, durante la Edad de Oro, por el control de la industria minera local del cobre. Esta pugna tuvo ramificaciones tanto en Montana como en los Estados Unidos en general. 
Las batallas entre Clark, Daly y Heinze, y luego entre Heinze y los financieros industriales William Rockefeller y Henry H. Rogers forman un gran capítulo en la historia de Montana. Con el tiempo, una empresa conocida como Anaconda Copper surgió como un monopolio y se expandió hasta convertirse en la cuarta compañía más grande del mundo a finales de la década de 1920. 

## Historia

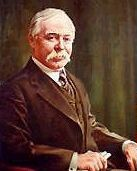
Marcus Daly

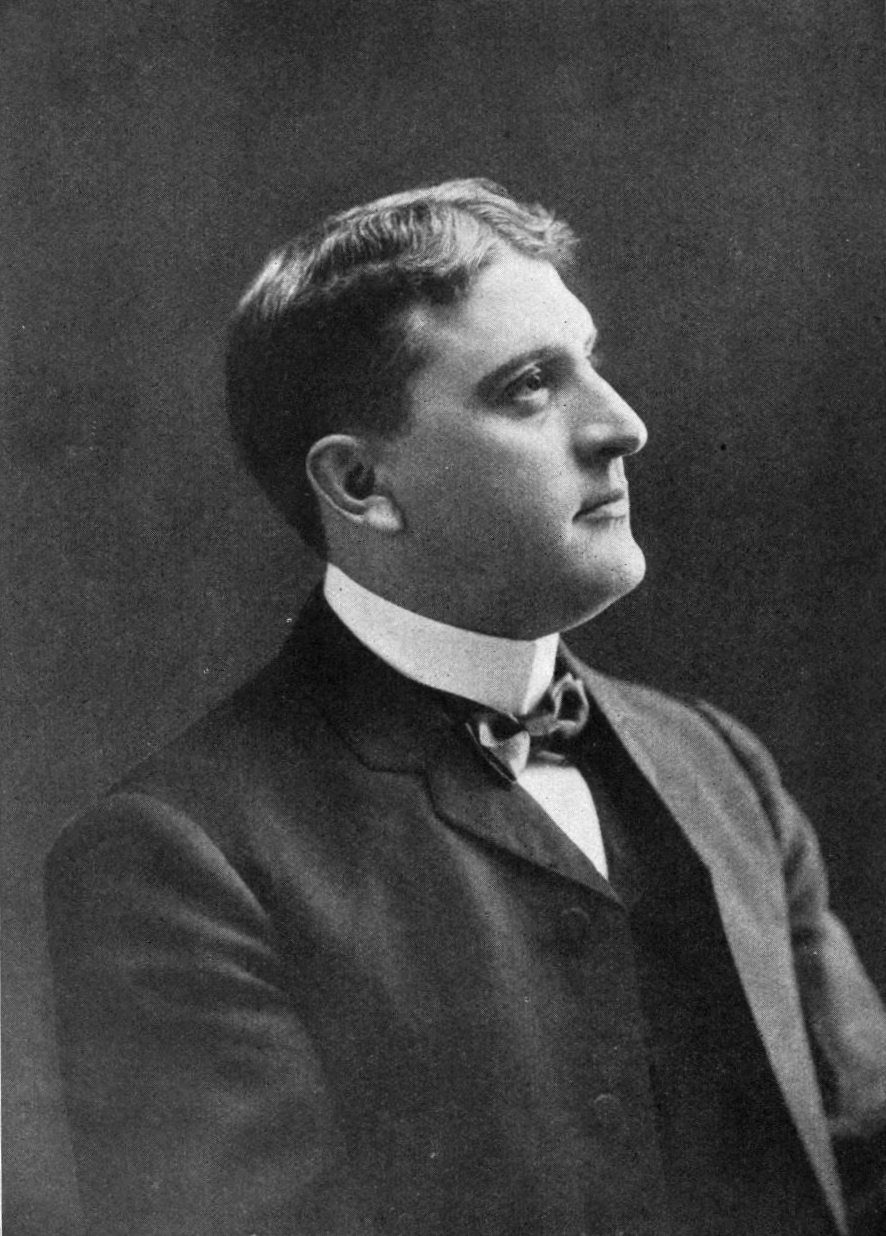
F. Augustus Heinze

Si bien el costo del complejo proceso de fundir el mineral de cobre era alto, después de la Guerra Civil Americana, inversores como William Andrews Clark y Andrew Jackson Davis comenzaron a explotar las minas de Butte, construyendo molinos para extraer plata y oro. Las riquezas de las colinas convirtieron a Davis en el primer millonario de Montana. 
Hacia 1876, la localidad de Butte se había convertido en un próspero campamento minero dedicado a la obtención de plata, con más de 1000 habitantes.  Marcus Daly llegó ese año representando a los hermanos Walker, empresarios de Salt Lake City. Su misión era inspeccionar la mina Alice para su posible compra por parte de los Walker. Daly compró la mina y la gestionó exitosamente para sus representados. La ciudad de Walkerville, que aún domina la localidad de Butte, surgió alrededor de la mina. 
En 1880, Daly vendió sus derechos en las propiedades de los Walker y compró la Mina Anaconda. Lo hizo con el dinero aportado por varios inversores de San Francisco, incluido George Hearst (padre del magnate de los medios de comunicación William Randolph Hearst). Davis también atrajo inversores de Denver y de la costa este. No pasó mucho tiempo antes de que los capitalistas de la ciudad de Nueva York y de Boston aprovecharan el enorme potencial del área. 
Durante la década de 1880, la minería del cobre llegó a su apogeo tecnológico y Butte se convirtió en el mayor productor del mundo. El Ferrocarril Union Pacific llegó al área en 1881, lo que permitió a los empresarios construir y equipar fundiciones en Butte, que se convirtieron rápidamente en las mejores del mundo para extraer el metal del mineral. 
No pasó mucho tiempo antes de que Butte comenzara a pagar un alto precio por las riquezas extraídas de su subsuelo, y el aire se llenó de humo sulfuroso tóxico. Daly construyó una fundición gigante en Anaconda, a solo 30 millas al oeste de Butte. A día de hoy, la chimenea gigante sigue siendo un hito en el paisaje de la zona. Poco después de que Daly construyera su fundición, la compañía "Boston y Montana Co.", la segunda en derechos solamente tras Daly, construyó otra fundición en Great Falls. Después de una serie de complicaciones con el Ferrocarril del Gran Norte, Daly construyó su propio ferrocarril para transportar el mineral desde sus minas hasta la fundición. Los trenes llevaban el mineral de las minas de Butte a ambas fundiciones. 
Por su parte, Clark usó su periódico, el Butte Miner, para impulsar sus ambiciones políticas. Se convirtió en un héroe en Helena, Montana, al hacer campaña para su elección como la capital del estado en lugar de Anaconda. El antiguo sueño de Clark de convertirse en senador de los Estados Unidos derivó en un escándalo en 1899, cuando se supo que había sobornado a miembros de la Legislatura del Estado de Montana a cambio de sus votos (en aquella época, los senadores eran elegidos por sus respectivos legisladores estatales). El Senado de los Estados Unidos se negó a aceptar a Clark debido a sus sobornos de 1899, pero finalmente obtuvo el éxito en una campaña posterior para el Senado y cumplió un mandato único desde 1901 hasta 1907. 
En 1899, Daly se unió a dos directores de la Standard Oil de John D. Rockefeller, William Rockefeller y Henry H. Rogers, para crear un gigante minero, laAmalgamated Copper Mining Co., uno de las mayores conglomerados empresariales de principios del siglo XX (ni Standard Oil ni John D. Rockefeller estuvieron directamente involucrados en su creación). Para agitar la situación, otro Rey del Cobre, F. Augustus Heinze, luchó contra el dominio de la Amalgamated, añadiendo un capítulo más a la ya de por sí interesante historia legal de Montana. 
Marcus Daly murió en 1900. John D. Ryan, un banquero local, se acercó a Margaret Daly después de la muerte de su esposo y finalmente convenció a Heinze para que le vendiera sus derechos, creando el monopolio que la Amalgamated buscaba. Hacia 1910, había cambiado su nombre a Anaconda Copper Mining Company, que había absorbido varias compañías mineras más pequeñas por el camino. La compañía dominó Butte durante los siguientes 74 años.